# جويل باركر (كاتب)
جويل باركر (بالإنجليزية: Joel Parker)‏ هو كاتب أمريكي، ولد في 27 أغسطس 1799، وتوفي في 2 مايو 1873.